# Єршов Костянтин Володимирович
Єршов Костянтин Володимирович (1 липня 1935, Челябінськ — 28 грудня 1984, Київ) — український актор, режисер, член Спілки кінематографістів України.

## Біографія

Могила Костянтина Єршова

Народився 1 липня 1935 року в місті Челябінську в родині службовців. У 1958 році закінчив філологічний факультет Київського державного університету.
У 1960–1964 роках був актором Театру російської драми імені Лесі Українки. У 1966–1967 роках працював на «Мосфільмі».
В 1967 році закінчив Вищі режисерські курси в Москві. З 1968 року — режисер Київської кіностудії художніх фільмів імені О. П. Довженка.
Помер 28 грудня 1984 року в Києві. Похований в Києві на Байковому кладовищі (ділянка № 8а).

## Творчість
Знявся в українських фільмах: «Спадкоємці» (Костя), «За двома зайцями» (Пляшка), «День Ангела» (Гризлов), «Вечір на Івана Купала» (Афанасій), «Дума про Британку», «Веселі Жабокричі» (Герасим) та інших.
Поставив на «Мосфільмі» кінокартину «Вій» (1967, у співавт.; також співавт. сцен.), а на «Ленфільмі» — «Степанова пам'ятка» (1976, співавт. сцен) і «Людина, якій щастило» (1978, співавт. сцен.).
На Кіностудії імені О. Довженка створив стрічки: «Пізня дитина» (1970), «Щовечора після роботи» (1973, співавт. сцен. з О. Прокопенком), «Жінки жартують серйозно» (1980, авт. сцен.), «Грачі» (1982, авт. сцен.), «Не було б щастя...» (1983, авт. сцен.).
Автор сценарію до фільму «Звинувачується весілля» (1986).
1989 року у Києві вийшла книга: Ершов К. «Сценарий. Воспоминания».